# مهری رحمانی
مهری رحمانی بازیگر سینما و تلویزیون، در آثاری همچون سریال تلویزیونی «خانه قمرخانم»، فیلم سینمایی «دزد و پاسبان» و فیلم سینمایی «خانه‌ قمر خانم» فعالیت داشته است.
وی همسر منوچهر محجوبی طنزنویس مشهور و دخترخوانده شیده رحمانی بازیگر پیشکسوت سینمای ایران است. مهری رحمانی بعد از ایفای نقش در فیلم  «بی‌تا» ساخته هژیر داریوش در سال ۱۳۵۱ دیگر فعالیتی نداشته‌است و از جمله بازیگرانی هست که سینمای ایران مدت‌هاست خبری از آنها ندارد.
او پس از انقلاب اسلامی در ایران به کشور آمریکا مهاجرت کرد.

## فیلم‌شناسی

### تلویزیون
- مجموعه تلویزیون خانه قمر خانم (۱۳۵۰)
- دردسر عروسی (فیلم تلویزیونی - کارگردان: حفاظی)

### سینما
- بی‌تا (۱۳۵۱)
- خانه قمر خانم (۱۳۵۱)
- سوغات اصفهان (۱۳۴۹) - به نمایش درنیامد
- دزد و پاسبان (۱۳۴۹)